# İbrahim Üzülmez
İbrahim Üzülmez (Kocaeli, 10 marzo 1974) è un allenatore di calcio ed ex calciatore turco di ruolo difensore.

## Carriera

### Club
All'età di 16 anni fu notato da un osservatore mentre giocava a calcio con gli amici nella piccola cittadina di Gönen, quindi entrò subito nelle giovanili del Gönenspor. All'età di 20 anni firmò il suo primo contratto da professionista con l'Amasyaspor, club per il quale giocò per un anno. Trasferitosi al Karabükspor, vi rimase per quattro stagioni. Üzülmez partì quindi per la leva militare e al suo ritorno firmò per la squadra turca del Gaziantepspor, dove rimase per un anno. Quando ebbe inizio il calciomercato per la stagione 2000-2001 si trasferì al Beşiktaş, dove giocò sino al 2011. Nel 2006 divenne il nuovo capitano della squadra. Era in campo nella partita di UEFA Champions League del 19 settembre 2000 vinta dal Beşiktaş contro il Barcellona per 3-0.

### Nazionale
Convocato regolarmente nella nazionale turca dal 2003, nel 2008 non viene convocato dal CT Fatih Terim per il campionato d'Europa 2008.

### Allenatore
Il 20 gennaio 2016 diventa il nuovo allenatore del Gençlerbirliği.

## Palmarès

### Club

#### Competizioni nazionali
- Campionato turco: 2

Beşiktaş: 2002-2003, 2008-2009
- Coppa di Turchia: 3

Beşiktaş: 2005-2006, 2006-2007, 2010-2011
- Supercoppa di Turchia: 1

Beşiktaş: 2006